# 川根路號列車
川根路號（日语： Kawanejigou */?）是由大井川鐵道營運，行走在大井川本線的急行列車。

## 概要
大井川鐵道其中一個珍貴的觀光資源是有許多蒸氣機車（SL）在線上行走。在日本所有鐵路公司水，大井川鐵道是擁有歷史最悠久的定期SL動態保存運輸服務。
列車愛稱曾經名為「南阿爾卑期號」，也有一些班次沒有列車愛稱。在2011年（平成23年）10月1日時間表修正中，不論使用何款車輛，列車愛稱統一為「川根路號」。

## 運行概況
雖然「川根路號」是臨時列車，但是幾乎每天均設有班次行走。大部分列車由SL牽引。大井川鐵道是擁有最多SL行走日子的鐵路公司，每年有300日或以上設有SL列車班次。當不使用SL行走時，基本上會由電力機車（EL）代行。在大井川鐵道官方網站中設有「SL運輸行事曆」，公布未來使用SL行走的日子。
原則上，在「川根路號」運輸日設有以下兩種時間表：
- 1日設有1個往返班次時，會行走「川根路號1號」 - 「川根路號2號」
- 1日設有2個往返班次時，會行走「川根路號13號」 - 「川根路號14號」、「川根路號1號」 - 「川根路號2號」

在最繁忙時期，包含EL牽引列車，1日會設有3個往返班次。這些班次包括「川根路號13號」 - 「川根路號14號」、「川根路號11號」 - 「川根路號12號」、「川根路號1號」 - 「川根路號2號」。所有班次均在日間行走。在運輸日當天，另外會安排臨時普通列車班次，行走於金谷至新金谷之間，以便轉乘此列車。
所有車廂都是指定席。在乘坐SL牽引列車時，需要購買SL急行券（成人1,000日圓，小童500日圓）；在乘坐EL牽引列車時，需要購買EL急行券（成人500日圓，小童250日圓）。急行券可於官方網站（乘車日兩天前）或致電大井川鐵道SL中心 （乘車日的前日下午1時前）作預約，然後在乘車當日於車站櫃臺購買。但是如果在當天，列車班次還有空位時，乘客可直接於車站櫃臺購買急行券。

### 停車站
新金谷站 - 家山站 -（川根溫泉笹間渡站）-（下泉站）- 千頭站
- 只有2、12和14號停靠川根溫泉笹間渡站。
- 只有1號停靠下泉站。

在後述提及，曾經列車會駛入金谷站，當時的停車站如下：
金谷站 - 新金谷站 - 家山站 -（川根溫泉笹間渡站）- 下泉站 - 駿河德山站 - 千頭站
- 只有上行班次停靠（ ）之車站。

### 運行形態的變遷
在開始運行當初，此列車行走於金谷至千頭之間。在1980年（昭和55年）7月20日，一台轉車盤遷入至千頭站內，同年11月12日開始使用，當時新金谷站內還未設有轉車盤。因此長久以來，下行從金谷出發前往千頭的班次中，SL原則上是正方向行駛（車頭向千頭方向），上行從千頭出發前往金谷的班次上，SL原則上是逆方向行駛（車頭仍然是向千頭方向，並且車頭一方連結客車）（不使用轉車盤）。但是，當進行活動或電影拍攝時，SL會在千頭站轉車盤把SL改變方向（轉向），使上下行列車也是正方向行駛。在這個情況下，當SL再行走下一個班次時，SL會以逆方向行駛。隨後再行走下一個班次時便回到原來的運行形態（下行列車的班次是正方向行駛，上行列車則為逆方向）。
在2011年（平成23年），新金谷站內設置了轉車盤。同年10月7日（SL Festa 2011的第一日）開始使用，當時起，上行班次的SL原則上也會是正方向行駛，而位於千頭站內的轉車盤也會經常使用。在10月7日前的10月1日，列車行走區間已經改為新金谷至千頭之間。只外，來自金谷站的乘客可於當天乘坐只限SL運輸日行走的區間下行列車，從金谷前往新金谷，以便於新金谷轉乘SL。原本大井川鐵道計劃向西武鐵道購入EL（E31形），並且把使用該車輛行走於新金谷車輛區至金谷之間（以不載客列車的身份），但是由於經費不足，未能夠設置列車自動停車系統 (ATS) 系統，因此最後沒有實現。
只外，接駁「川根路號」的區間列車原則上使用電動列車行走。當這些列車因行走臨時列車或車務調動時，使電動列車不足之際，會使用「SL川根路號」的編成（改由EL牽引）行走。

## 使用車輛
在「川根路號」班次中，SL或EL會牽引2至7輛客車。但是由使用SL牽引時，如果客車的編成較長時，該列車會連結EL作為輔助機車（補機）。補機通常連結在列車最後一卡，但是當連結瞭望車或舉行活動時，該列車會變為蒸電運輸，即是列車的車頭是蒸氣機車，在蒸氣機車後方是電力機車，在電力機車後方才是客車（和瞭望車）。
除了部分SL和客車外，其餘SL和客車均來自日本國有鐵道（國鐵），營造了SL全盛時代的氣氛。EL方面，除了大井川鐵道自行購買的機車外，也是來自專用鐵道和大手私鐵（西武鐵道）的轉讓機車。
當後述的「湯瑪士小火車號」和「詹姆士小火車號」行走時，該列車的SL不會行走「川根路号」。但是，「川根路號」部分客車方面可能會連結「湯瑪士小火車號」或「詹姆士小火車號」的客車（混結）。

### 現時使用車輛

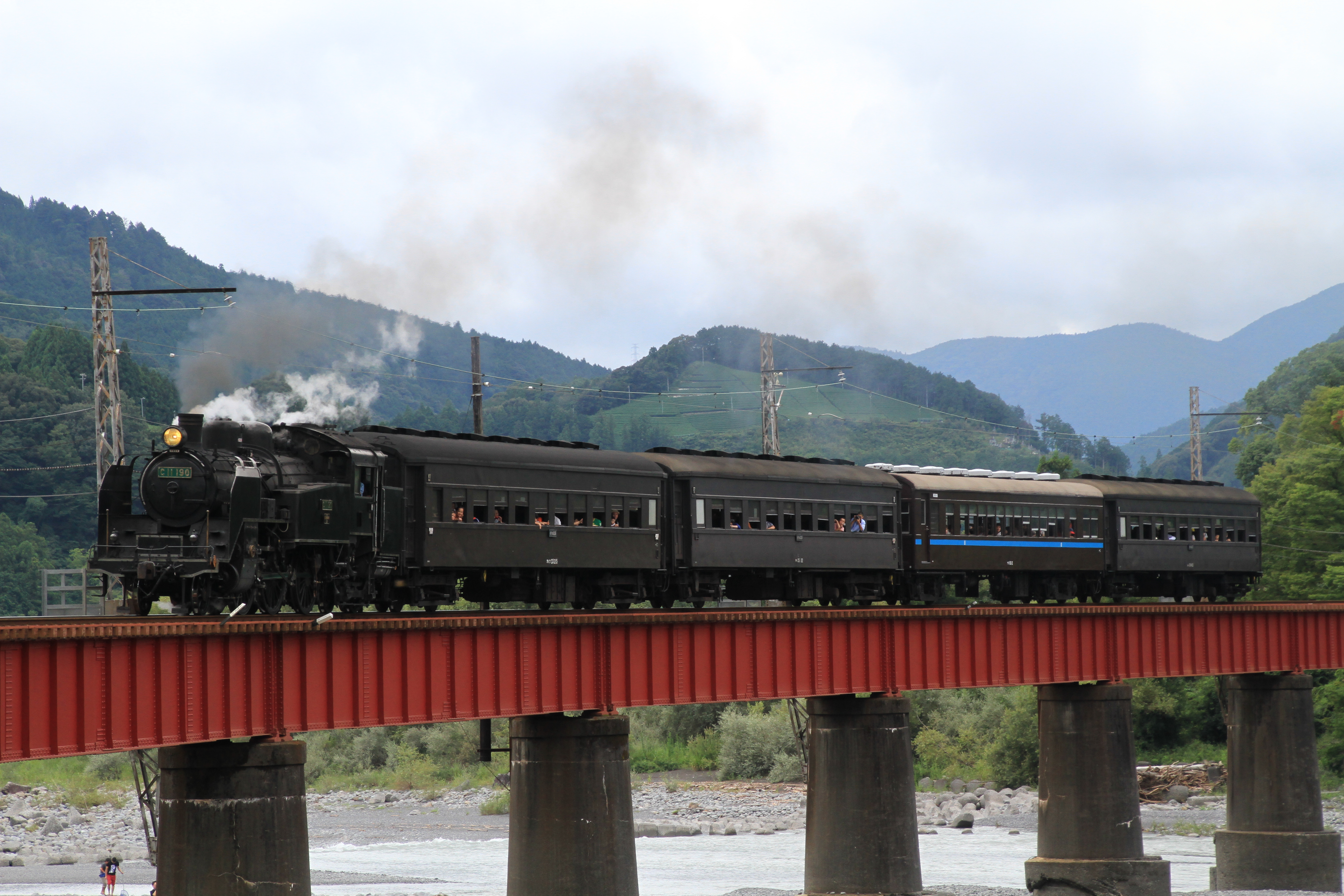
C11 190

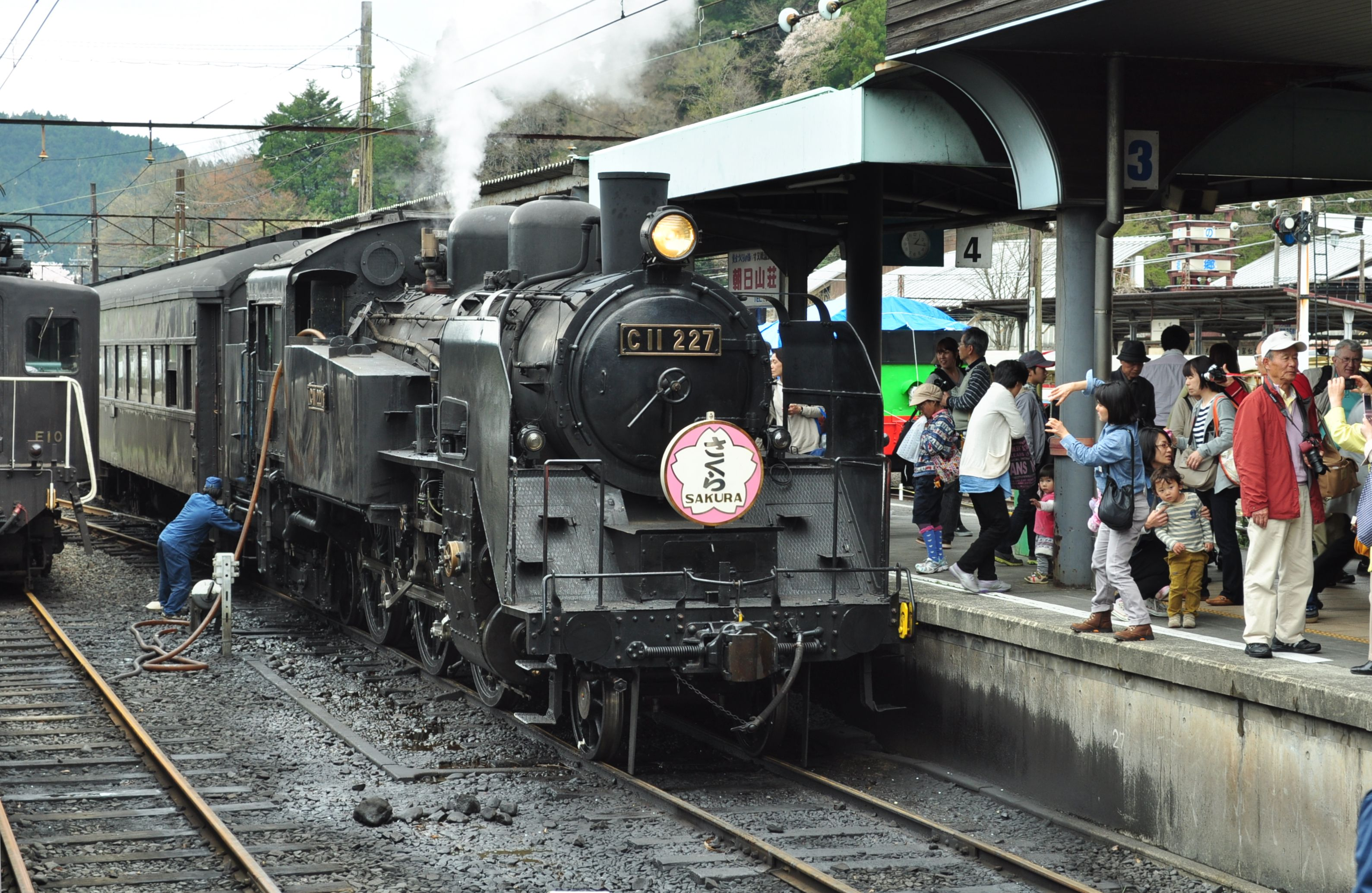
C11 227

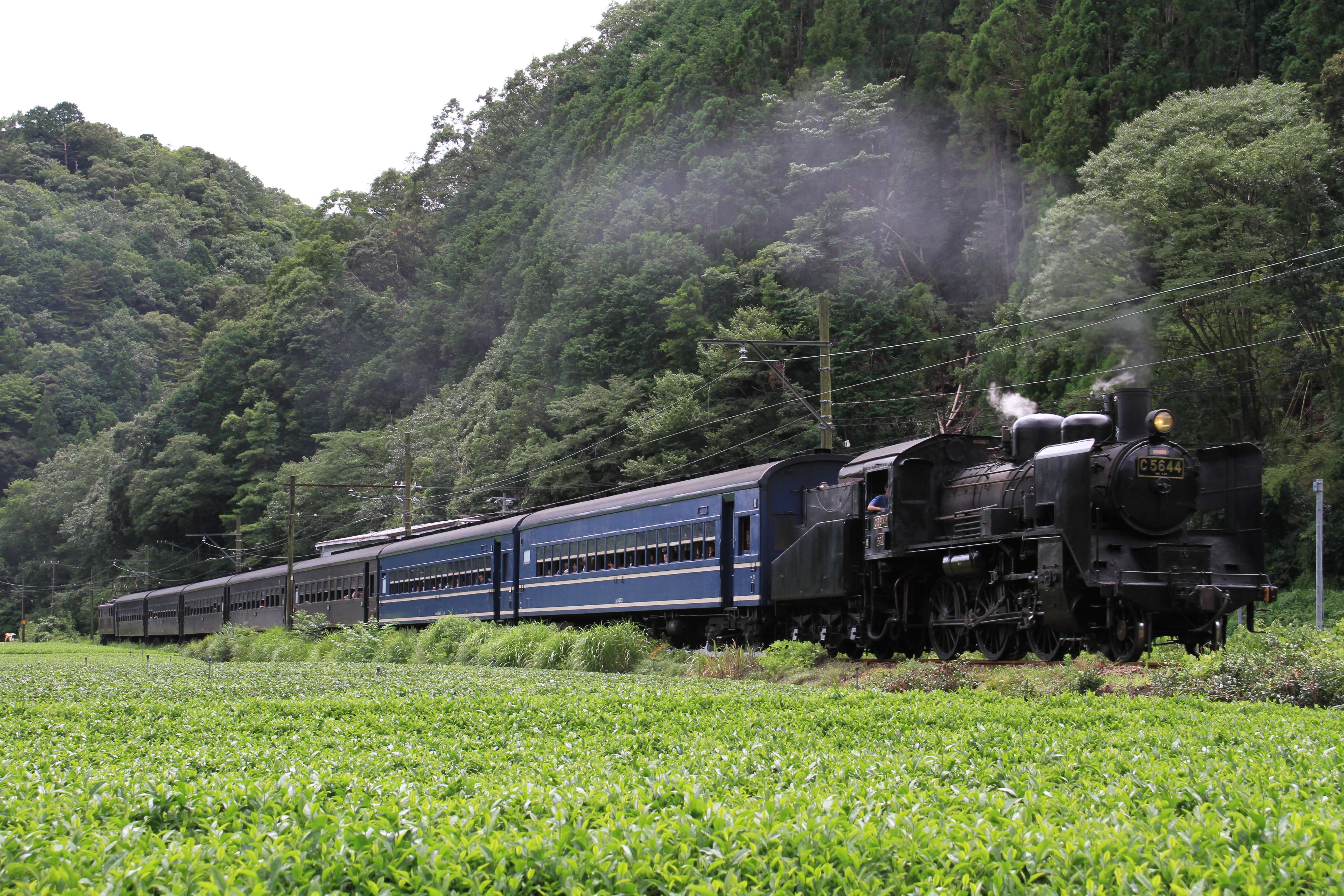
C56 44

#### 蒸氣機車
- C10形（日语：国鉄C10形蒸気機関車）
  - C10 8（日语：国鉄C10形蒸気機関車#保存機）
- C11形（日语：国鉄C11形蒸気機関車）
  - C11 190（日语：国鉄C11形蒸気機関車#C11 190）（可行走「湯瑪士小火車號」）
  - C11 227（日语：国鉄C11形蒸気機関車227号機）（可行走「湯瑪士小火車號」）
- C56形
  - C56 44（可行走「詹姆士小火車號」。暫停服務中）

#### 電力機車
- E10形（日语：大井川鉄道E10形電気機関車）
  - E101
  - E102
- E31形（日语：西武E31形電気機関車）
  - E32
  - E33
  - E34
- ED500形（日语：大阪窯業セメントいぶき500形電気機関車）
  - ED501

#### 客車
- OHaFu33形（日语：国鉄オハ35系客車#オハフ33形（スハフ34720形））
  - OHaFu33 215
  - OHaFu33 469
- OHa35形（日语：国鉄オハ35系客車#オハ35形（スハ33650形））
  - OHa35 22
  - OHa35 149
  - OHa35 435
  - OHa35 459
  - OHa35 559
- SuHaFu42形（日语：国鉄スハ43系客車#スハフ42形）
  - SuHaFu42 184（湯瑪士號色）
  - SuHaFu42 186
  - SuHaFu42 286（湯瑪士號色）
  - SuHaFu42 304（湯瑪士號色）
- OHa47形（日语：国鉄スハ43系客車#オハ47形）
  - OHa47 81（湯瑪士號色）
  - OHa47 380（湯瑪士號色）
  - OHa47 398（湯瑪士號色）
  - OHa47 512（湯瑪士號色）
- SuHaFu43形（日语：国鉄スハ43系客車#スハ44系）（由日本國民信託擁有）
  - SuHaFu43 2
  - SuHaFu43 3
- OHaNi36形（日语：国鉄60系客車#座席郵便荷物合造車）（由日本國民信託擁有）
  - OHaNi36 7

除了以上客車外，也會不定期連結以下客車。當乘坐以下車輛時，另外需要支付特別費用310日圓（大小同價）。
- NaRo80形（日语：大井川鉄道スイテ82形客車#ナロ80形）（座敷車廂）
  - NaRo80 1
  - NaRo80 2
- SuITe82形（日语：大井川鉄道スイテ82形客車）（座敷車廂）
  - SuITe82 1

### 預定引入車輛

#### 蒸氣機車
- C56形
  - C56 135

### 過去使用車輛

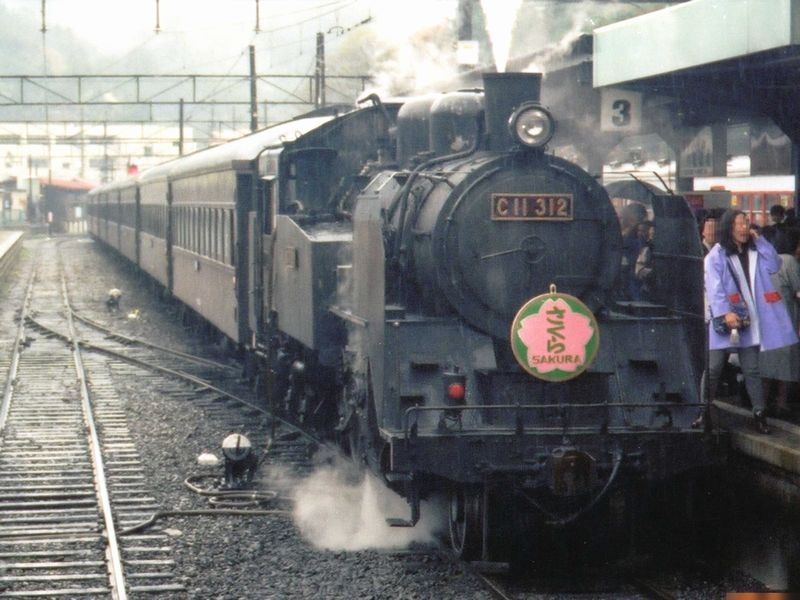
C11 312

#### 蒸気機関車
- C11形
  - C11 312（日语：国鉄C11形蒸気機関車#過去の動態保存機）
- C12形
  - C12 164（曾行走「信託列車」。現時長期暫停服務）

#### 電力機車
- E10形
  - E103（日语：大井川鉄道E10形電気機関車#E103）

#### 客車
- NaHaFu500形（日语：富士身延鉄道の電車#譲渡）
  - NaHaFu505
- OHaFu33形
  - OHaFu33 2193（從國鐵借回來）
  - OHaFu33 2417（從國鐵借回來）
- OHa35形
  - OHa35 857
  - OHa35 2370（從國鐵借回來）

## 衍生列車

### 「湯瑪士小火車號」、「詹姆士小火車號」
在2014年（平成26年）7月12日起，作為電視節目《湯瑪士小火車》的企劃「與湯瑪士同遊」（Day out with Thomas），一架C11 227被改裝後行走「湯瑪士小火車號」。翌年2015年（平成27年）7月起，一架C56 44被改裝後行走「詹姆士小火車號」。
那兩架列車的列車類別為「特急」，但是時間表沿用「川根路號」，因此所需時間基本上相同。

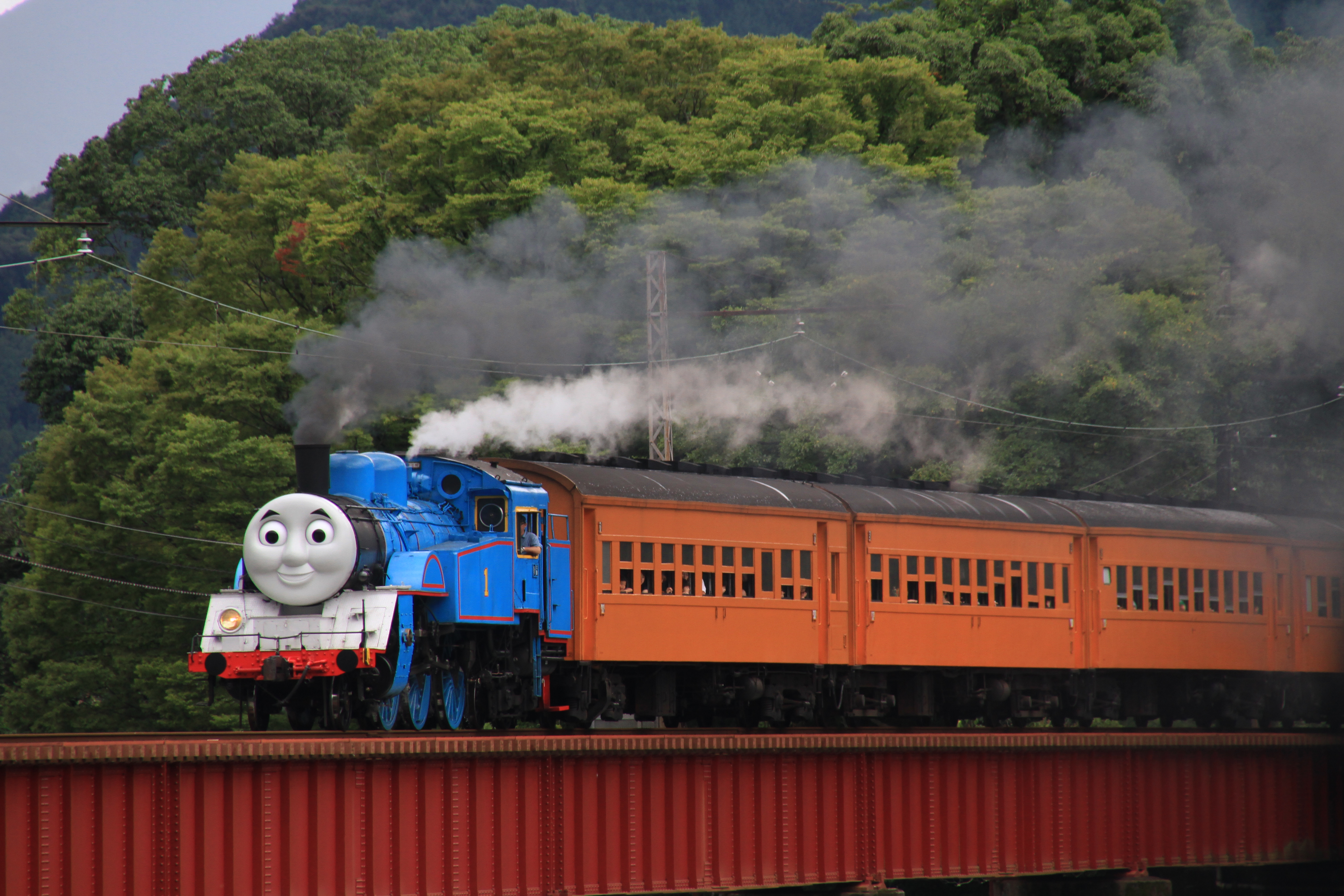
湯瑪士小火車號（2014年8月）

### 合格祈願號
在1月至2月的入學試季節開設了為支持考生而設的急行列車。牽引機車的車頭掛上了頭牌，頭牌的圖案是五角形的櫻花。
只外，時間表沿用「川根路號」。

### 櫻花號
為了配合舉行「川根櫻花節」。在花見季節期間，開設了行走於新金谷至家山之間的急行列車。牽引機車的車頭掛上了國鐵、JR臥鋪特急「櫻」的模樣的頭牌。
只外，由於家山站內沒有轉車盤或三角線，因此下行班次會使用SL牽引，上行班次會使用EL牽引。

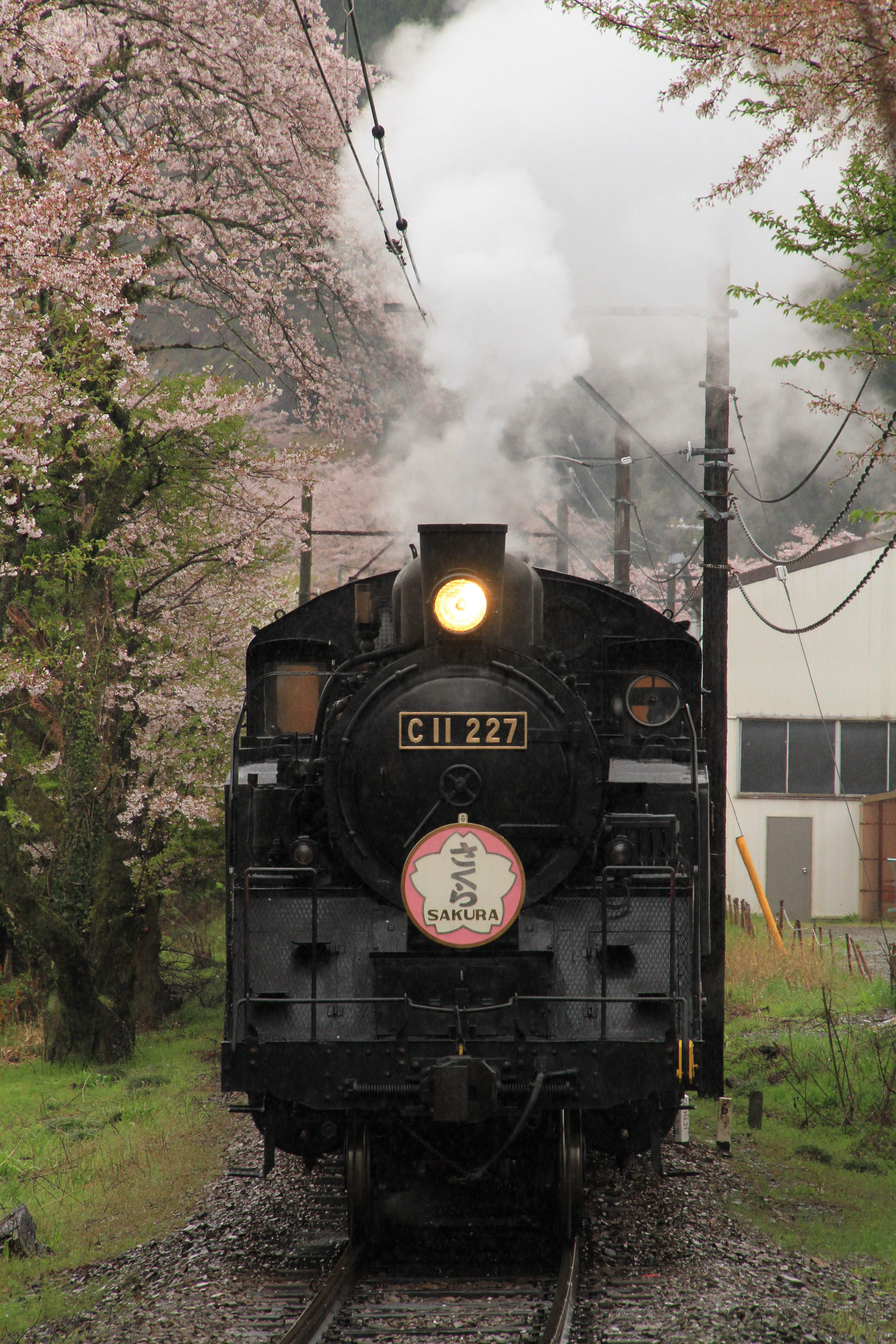
由C11 227牽引的「櫻花號」 （2015年4月）
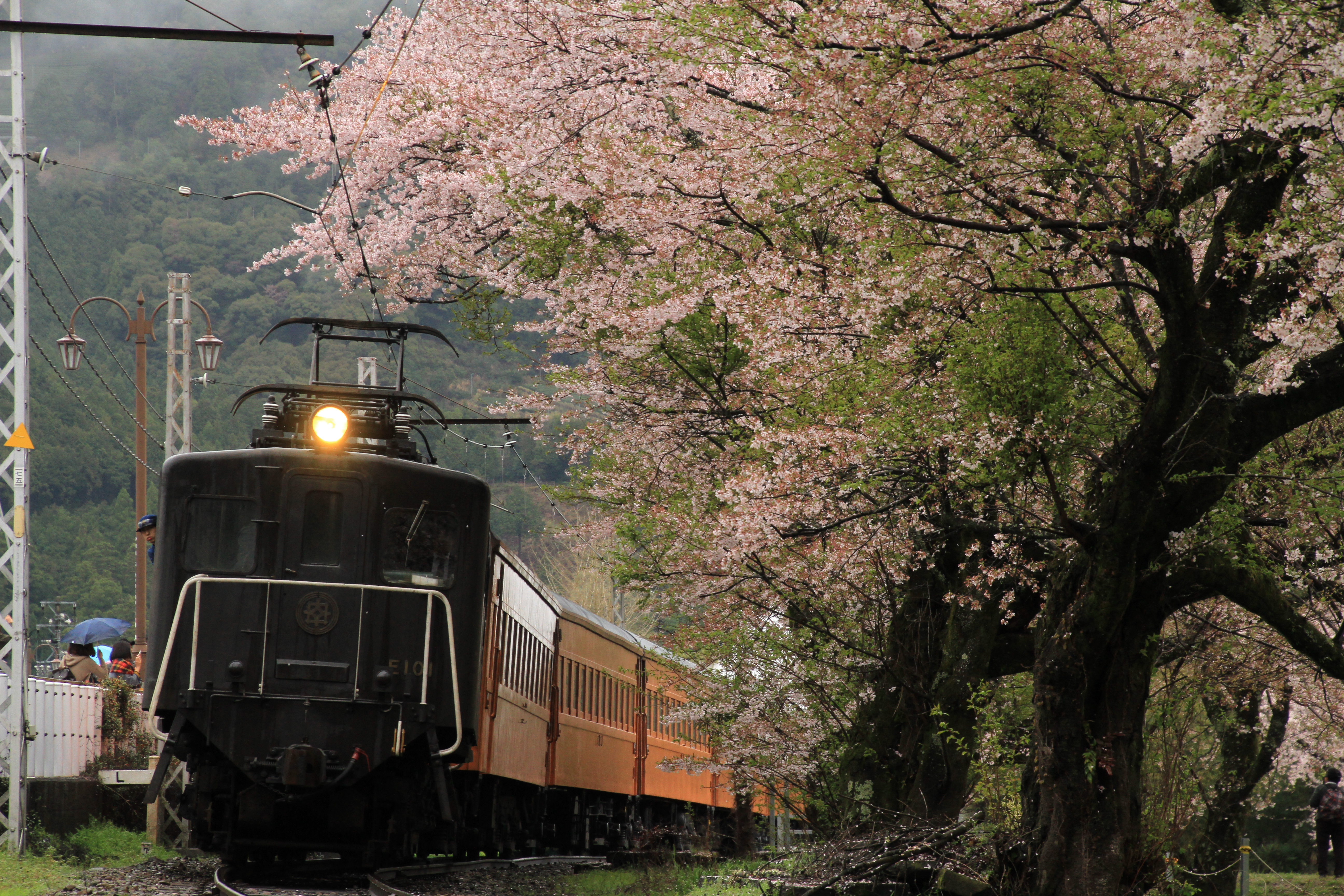
由E101牽引的「櫻花號」 （2015年4月）

### 新春開運號
在正月三日期間，會開設與「川根路號」相同時間表的急行列車。牽引機車的車頭會掛上頭牌，頭牌的圖案是按當年的十二生肖而定。另外，如果牽引機是使用SL的話，SL會上插上日本國旗。

### 信託列車
在1987年（昭和62年）7月25日起開始行走的急行列車，1日設有1個往返班次。該班次使用C12 164、SuHaFu43 2、SuHaFu43 3和OHaNi36 7，以4卡編成行走。這些車輛都是由日本國民信託擁有，該團體致力把一些古蹟保留下來。每月行走1次。當初不是使用「川根路號」的時間表。下午的班次是從金谷出發。當時的列車編號方面，下行列車為1201，上行列車為1202。
後來由於未有經費把C12 164安裝ATS，因此在2005年（平成17年）4月23日起不再使用該機車。同年5月28日起，使用了由大井川鐵道擁有的SL代為行走。在2006年（平成18年）12月2日前，「信託列車」仍然不使用「川根路號」的時間表。在2007年（平成19年）4月14日起，該列車會與「川根路號」進行分拆與連結車廂作業。

## 歷史
- 1973年（昭和48年）
  - 9月24日 - C12 164進駐（從國鐵借給本川根町（日语：本川根町）〈現時：川根本町〉）。
  - 10月 - C12 164開始在千頭站內展示。
- 1975年（昭和50年）
  - 11月22日 - C11 227進駐[9]。
- 1976年（昭和51年）
  - OHaFu33 2193、2417和OHa35 2370進駐[10]（從國鐵供回來）。
  - 5月18日 - C11 227開始試車（日语：試運転）。
  - 7月9日 - C11 227、OHaFu33 2193·2417、OHa35 2370開始投入服務[9][10]。
  - 11月 - OHa35 149、OHaFu33 215・469進駐。OHaFu33 2193・2417、OHa35 2370還給國鐵。
- 日期不詳 - C12 164成為了C11 227的後備機車並開始投入服務。
- 1977年（昭和52年）
  - 增結用客車NaHaFu505登場。
- 1978年（昭和53年）
  - 8月 - OHa35 435進駐。
- 1979年（昭和54年）
  - 6月29日 - C56 44進駐[11]。
- 1980年（昭和55年）
  - 1月 - 座敷車NaRo80 1登場[12]。
  - 1月29日 - C56 44開始投入服務[13]。
  - 7月 - OHa35 22・459進駐。
- 1981年（昭和56年）
  - 3月起 - OHa35 559・857進駐。
- 1982年（昭和57年）
  - 10月14日 - 瞭望車SuITe82 1開始投入服務[14]。
- 1984年（昭和59年）
  - 5月 - 由於C12 164需要進行檢査，因此暫停服務。
  - 8月29日 - SuHaFu42 184・286和OHa47 81進駐。NaHaFu505暫停服務。
  - 10月13日 - NaHaFu505退役。
- 1985年（昭和60年）
  - 12月 - 座敷車NaRo80 2登場[12]。
- 1986年（昭和61年）
  - 3月4日 - E103在1970年（昭和45年）9月進駐岳南鐵道（現時：岳南電車）後，當日起再次進駐[15]。
  - 10月21日 - SuHaFu43 2・3進駐。
- 1987年（昭和62年）
  - 1月14日 - OHaNi36 7進駐。
  - 2月 - C12 164變為由日本國民信託擁有。
  - 2月起 - OHa47 380・398・512進駐。
  - 7月24日 - C12 164開始試車[16]。
  - 7月25日 - 開始使用C12 164、SuHaFu43 2・3、OHaNi36 7行走「信託列車」。
- 1988年（昭和63年）
  - 3月19日 - C11 312進駐。
  - 7月20日 - C11 312單獨試車，當時行走於新金谷至家山之間[17]。
  - 7月23日 - C11 312開始投入服務。
- 1992年（平成4年）
  - 11月 - SuHaFu42 186・304進駐。
- 1994年（平成6年）
  - 4月24日 - C10 8進駐[18]。
- 1996年（平成8年）
  - 「大井川鐵道的SL」被選為日本音風景百選。
- 1997年（平成9年）
  - 9月 - C10 8開始在本線試車。
  - 10月14日 - C10 8開始投入服務[18]。
- 1999年（平成11年）
  - 10月6日 - ED501・502進駐。
- 2000年（平成12年）
  - 2月 - ED501開始投入服務[19]。
  - 3月18日 - ED501正式投入服務。於新金谷站舉行出發儀式。
  - 5月 - 把ED501借給三岐鐵道，把502轉讓給三岐鐵道。
- 2001年（平成13年）
  - 6月24日 - C11 190進駐[20]。
- 2003年（平成15年）
  - 3月 - 三岐鐵道歸還ED501。
  - 約6月 - E103暫停服務。
  - 6月23日 - C11 190開始試車。
  - 7月17、18日 - 舉行C11 190試乘會。
  - 7月19日 - C11 190開始投入服務[20]。
  - 12月17日 - 由於C56 44的鍋爐老化，因此暫停服務[15]。
- 2005年（平成17年）
  - 4月23日 - 由於C12 164未能設置ATS，同日不再行走「信託列車」。
  - 4月24日 - C12 164暫停服務。
- 2007年（平成19年）
  - 2月 - C56 44在維護後再次投入服務[21]。
  - 9月 - C56 44為了再次營運而開始試車。
  - 9月8日 - 由於C11 312老化和變為零件車，因此不再行走。當時行走了告別班次（日语：さよなら運転）。
  - 9月9日 - C11 312退役，變為零件車。
  - 10月7日 - 為了紀念日泰修好120周年，C56 44以泰國國家鐵路局的姿態重新服務[11]。
- 2010年（平成22年）
  - 9月13日 - E32、33、34進駐[22]。
  - 9月中旬 - C56 44不再泰國國家鐵路局的塗裝行走。同月中進行定期檢査時，把塗裝回復至日本國鐵[11]。
- 2011年（平成23年）
  - 1月29日 - 回復至日本國鐵的C56 44重開投入服務[11]。
  - 10月1日 - 隨著新金谷站轉車盤開始使用，實施時間表修正。行走區間改為新金谷至千頭之間，通過下泉站和駿河德山站[1]。
  - 10月7日 - 隨著新金谷站轉車盤開始使用，使用SL行走的上行列車中，原則上會以正方向牽引客車[新聞 2]。
  - 11月19日 - 由於OHa35 857老化而暫停服務。
- 2012年（平成24年）
  - 7月21日 - 8月26日 - C11 227改裝為大井川鐵道的角色「SL君」的姿態後開始投入服務[新聞 3]。
  - 9月1日 - 實施時間表修正。「川根路1號」開始停靠下泉站[報道 1]。
- 2013年（平成25年）
  - 3月20日 - SL急行券調整價格。由成人560日圓，小童280日圓變為成人800日圓，小童400日圓[新聞 4]。
  - 7月20日 - 8月25日 - C11 227改裝為大井川鐵道的角色「SL君」的姿態後開始投入服務[報道 2]。
- 2014年（平成26年）
  - 7月12日 - C11 227改裝為「湯瑪士小火車號」後開始投入服務[新聞 5]。
- 2015年（平成27年）
  - 7月11日 - C56 44改裝為「詹姆士小火車號」後開始投入服務[新聞 6]。
- 2016年（平成28年）
  - 1 - 3月 - 為了迎接SL本線營業運輸40周年。C11 190裝上了切取式除煙板並繼續行走[新聞 7]。
  - 6月 - E103退役並拆毀。
  - 7月 - OHa35 857退役並拆毀。
- 2017年（平成29年）
  - 7月21日 - E34開始在本線試車[23]。
  - 10月15日 - E34開始投入服務[22]。
  - 11月8日 - E33開始在本線試車[24]。
  - 12月16日 - 作為補機的E34開始投入服務[新聞 8]。
- 2018年（平成30年）
  - 3月23日 - E32開始在本線試車[25]。
- 2019年（令和元年）
  - 9月2日 - C56 44由於一些問題而再次暫停服務。
  - 10月31日 - 開始設有定期「川根路號」班次由EL牽引[26]。
- 2021年（令和3年）
  - 12月24日 - C11 190改裝為「湯瑪士小火車號」後開始投入服務[新聞 9]。
- 2022年（令和4年）
  - 2月12日 - C56 135進駐[27]。

## 注腳

### 報道發表資料
1. ↑   (新闻稿). 大井川鐵道. 2012-08-07  [2012-09-20]. （原始内容存档于2012年9月20日） （日语）.
2. ↑   (新闻稿). 大井川鐵道. 2013-05-21  [2013-06-09]. （原始内容存档于2013年6月9日） （日语）.

### 新聞
1. ↑  . 週刊東洋経済（東洋経済オンライン） (東洋經濟新報社). 2015-06-17  [2015-07-11]. （原始内容存档于2015-07-11） （日语）.
2. ↑  . 鉄道ホビダス（編集長敬白） (Neko出版). 2011-08-29  [2011-11-29]. （原始内容存档于2011-11-29） （日语）.
3. ↑  . 鉄道ホビダス（最新鉄道情報） (Neko出版). 2012-06-13  [2015-03-20]. （原始内容存档于2015-03-20） （日语）.
4. ↑  .   [2021-10-28]. （原始内容存档于2023-04-03） （日语）.
5. ↑  . 鐵道迷（日语：鉄道ファン (雑誌)）・railf.jp（鐵道新聞） (交友社). 2014-07-14  [2022-09-28]. （原始内容存档于2022-10-02） （日语）.
6. ↑  . MyNavi新聞 (MyNavi（日语：マイナビ）). 2015-07-10  [2022-09-28]. （原始内容存档于2022-10-04） （日语）.
7. ↑  .   [2021-10-28]. （原始内容存档于2023-04-03） （日语）.
8. ↑  .   [2021-10-28]. （原始内容存档于2023-04-03） （日语）.
9. ↑  .   [2022-09-28]. （原始内容存档于2022-10-04） （日语）.

## 外部連結
- 乘坐SL火車 | 大井川鐵道股份公司【官方網站】 （页面存档备份，存于）（繁體中文） - 大井川鐵道
- 乘坐湯瑪士號 | 大井川鐵道股份公司【官方網站】 （页面存档备份，存于）（繁體中文） - 大井川鐵道
- 信託列車 （页面存档备份，存于）（日語） - 日本國民信託